# Placenta

Representação do feto no útero entre os quinto e sexto meses; placenta.

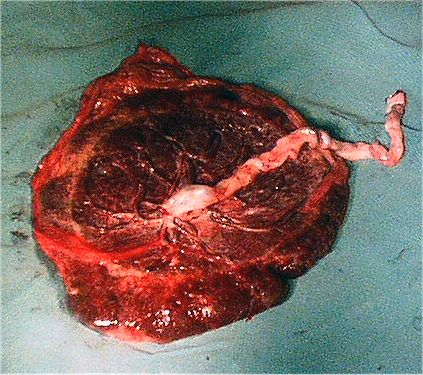
Face fetal de placenta humana. Esta placenta apresenta uma alteração morfológica e se denomina "placenta marginada"

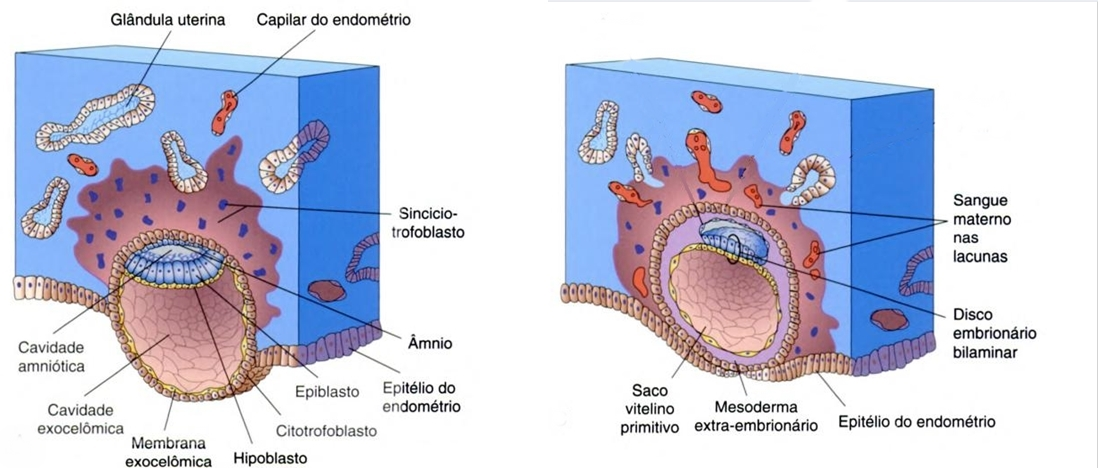
Implantação do blastocisto - Modificado de: MOORE, K. Embriologia Básica. 8ª Edição. Elsevier, 2013. 376p

A placenta (em grego, plakuos = bolo liso) é um órgão materno-fetal que começa a se desenvolver a partir da nidação, ou seja, implantação do blastocisto e é expulsa com o feto no momento do nascimento. É durante esse período de nove meses que este órgão proporciona nutrição, a troca gasosa, remoção de resíduos, uma fonte de células-tronco hematopoiéticas, e é um importante orgão endócrino e imunológico que suporta o feto em desenvolvimento, produzindo hormónios que regulam a fisiologia materna e fetal durante a gravidez.
A comunicação com a mãe ocorre a partir de cerca de 100-150 artérias uterinas maternas espiraladas localizados na placa basal. Existem essencialmente 3 sistemas separados da aorta / venosas circulatórios: umbilical, sistêmicas e vitelínicas. O sistema umbilical é perdido no momento do nascimento, o vitelina contribui para o sistema portal e sistémica (embrionárias) é remodelado extensivamente para formar o sistema cardiovascular madura. A placenta humana tem cerca de 9 cm de diâmetro.
As placentas são uma característica essencial dos mamíferos placentários, mas também são encontrados em alguns não-mamíferos com níveis variáveis de desenvolvimento. Mamíferos prototéricos ou metatericos (marsupiais) produzem uma placenta coriovitelinica que, enquanto está ligado à parede do útero, fornece nutrientes derivados principalmente a partir do saco amniótico.
Os tipos de células mais importantes da placenta são os trofoblastos, que fornecem os principais componentes estruturais e funcionais necessários para trazer os sistemas de sangue fetais e maternos em contato próximo um do outro.
A placenta conecta-se ao feto através do cordão umbilical e, no outro lado, ao útero materno dependendo da espécie.  Nos seres humanos, uma fina camada de tecido decidual materno (endométrio) sai com a placenta quando esta é expelida do útero após o nascimento (por vezes referida incorretamente como a “parte materna” da placenta).
As placentas de mamíferos provavelmente evoluíram pela primeira vez há cerca de 150 milhões a 200 milhões de anos. A proteína [[sincitina] , encontrada na barreira externa da placenta (o sincitiotrofoblasto) entre a mãe e o feto, possui uma determinada assinatura de RNA no seu genoma que levou à hipótese de que se tenha originado de um antigo retrovírus: essencialmente um vírus que ajudou a pavimentar a transição da oviparidade para a viviparidade.

## Desenvolvimento da placenta humana
Logo após a formação da cavidade blastocística o volume do fluido aumenta na cavidade e ele separa os blastômeros em duas partes: o trofoblasto e o embrioblasto que dará origem ao embrião.
O embrioblasto agora se projeta para a cavidade blastocistica e o trofoblasto forma a parede do blastocisto. Após o blastocisto permanecer livre e suspenso nas secreções uterinas por cerca de 2 dias, a zona pelucida gradualmente se degenera e desaparece. A degeneração da zona pelúcida permite ao blastocisto incubado aumentar rapidamente seu tamanho. Cerca de 6 dias após a fecundação o blastocisto adere ao epitélio endometrial, normalmente adjacente ao polo embrionário.
Logo após aderir ao endométrio o trofoblasto começa a proliferar rapidamente, e gradualmente se diferencia em duas camadas uma interna de citotrofoblasto, uma camada de células mononucleadas mitoticamente ativa e que forma novas células que migram para a massa crescente de sinciciotrofoblasto onde se fundem e perdem suas membranas celulares; e uma externa de sinciciotrofoblasto formada por uma massa protoplasmática multinucleada, na qual nenhum limite celular pode ser observado.
O sinciciotrofoblasto, erosivo, invade o tecido conjuntivo endometrial e o blastocisto vagarosamente se aprofunda no endométrio. As células sinciciotrofoblásticas deslocam as células endometriais na parte central do sítio de implantação. As células endometriais sofrem morte celular programada, o que facilita a invasão. O mecanismo molecular da implantação envolve a sincronização entre o blastocisto invasor e um endométrio receptor.
Microvilosidades das células endometriais, moléculas celulares de adesão, citocinas, prostaglandinas, genes homeobox, fatores de crescimento e metaloproteinases de matriz representam seu papel para que o endométrio se torne receptivo. As células do tecido conjuntivo em torno do sítio de implantação acumulam glicogênio e lipídios, assumindo um aspecto poliédrico. Algumas dessas células - as deciduais - degeneram na região de penetração do sinciciotrofoblasto. O sinciciotrofoblasto engloba essas células em degeneração que fornecem uma rica fonte para a nutrição embrionária. O sinciciotrofoblasto produz um hormônio, a gonadotrofina coriônica humana (hCG) que entra no sangue materno presente nas lacunas do sinciciotrofoblasto. Radioimunensaios, altamente sensíveis, são usados para detectar hCG e gravidez, formando a base dos testes de gravidez.

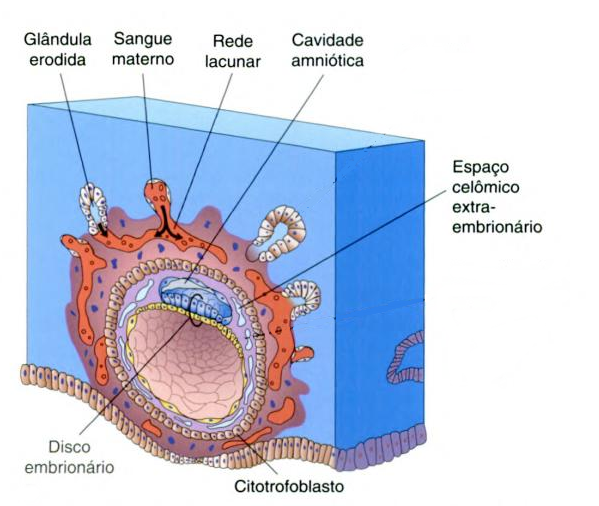
Final da implantação do blastocisto - Modificado de: MOORE, K. Embriologia Básica. 8ª Edição. Elsevier, 2013. 376p

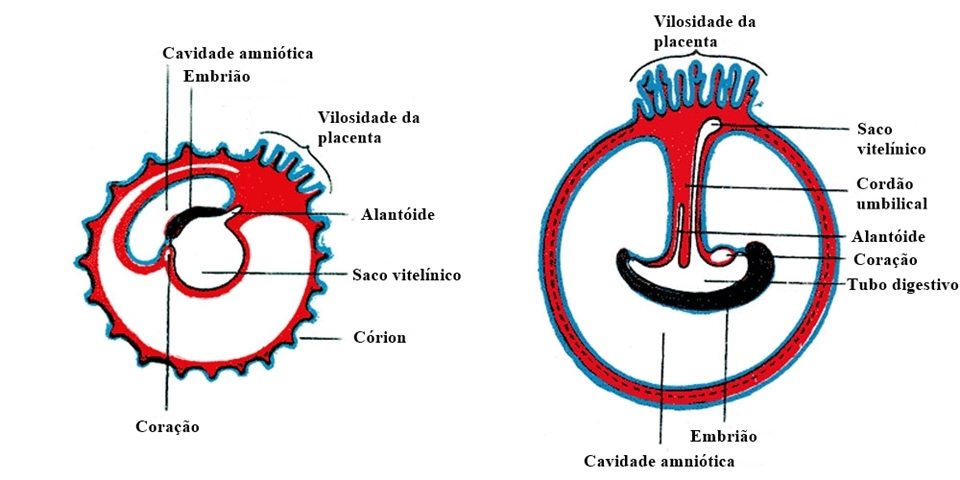
Desenvolvimento da placenta e outros anexos embrionários - Modificado de Hill, M.A. (2016) Embryology Gray0025.jpg

Conforme o blastocisto vai se implantando aparece um pequeno espaço no embrioblasto que é o primórdio da cavidade amniótica. Logo após as células formadoras de âmnio – amnioblastos - se separam do epiblasto e revestem o âmnio, que envolve a cavidade amniótica. Ao mesmo tempo, ocorrem mudanças morfológicas no embrioblasto que resultam na formação de uma placa bilaminar quase circular de células achatadas, o disco embrionário, formado por duas camadas: o epiblasto, mais espesso, constituído por células colunares altas, relacionadas com a cavidade amniótica; e o hipoblasto, composto de pequenas células cuboides adjacentes a cavidade exocelômica. O epiblasto forma o assoalho da cavidade amniótica e esta perifericamente em continuidade com o âmnio. O hipoblasto forma o teto da cavidade exocelômica e esta em continuidade com a delgada membrana exocelômica. Essa membrana, junto com o hipoblasto forma o saco vitelino primitivo. O disco embrionário situa-se agora entre a cavidade amniótica e o saco vitelino primitivo. As células do endoderma do saco vitelino formam uma camada de tecido conjuntivo, o mesoderma extra-embrionário que circunda o âmnio e o saco vitelino. Mais tarde, esse mesoderma é formado por células que surgem da linha primitiva.
O saco vitelino e a cavidade amniótica tornam passiveis os movimentos morfogenéticos das células do disco embrionário. Assim que se formam o âmnio, o disco embrionário e o saco vitelino primitivo, surgem cavidades isoladas - as lacunas - no sinciciotrofoblasto. Essas lacunas logo se tornam preenchidas por uma mistura de sangue materno, proveniente dos capilares endometriais rompidos e restos células das glândulas uterinas erodidas. O fluido nos espaços lacunares - o embriótrofo - passa por difusão ao disco embrionário e fornece material nutritivo ao embrião.
A comunicação dos capilares endometriais rompidos com as lacunas estabelece a circulação uteroplacentária primitiva. Quando o sangue materno flui para as lacunas, o oxigênio e as substâncias nutritivas tornam-se disponíveis para o embrião. O sangue oxigenado das artérias endometriais espiraladas passa para as lacunas e o sangue pobremente oxigenado é removido delas pelas veias endometriais. No 10º dia o embrião com suas membranas extraembrionárias está implantado no endométrio.

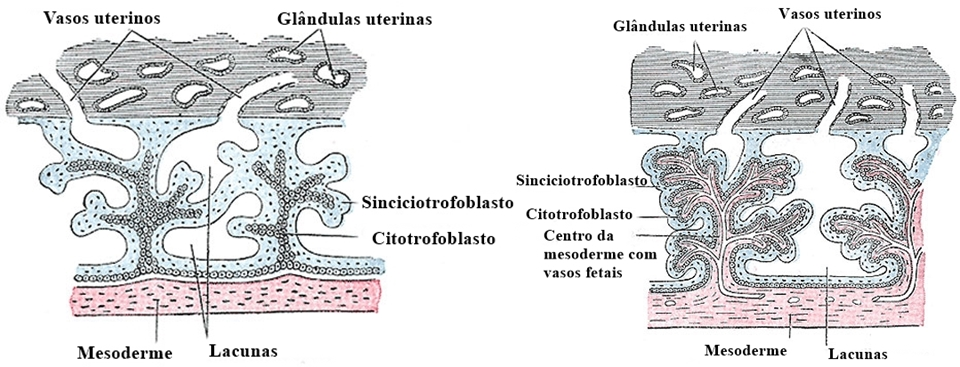
Semana 2 e 3 do desenvolvimento das vilosidades coriônicas - Modificado de Gray H. Anatomy of the human body. (1918) Philadelphia: Lea & Febiger

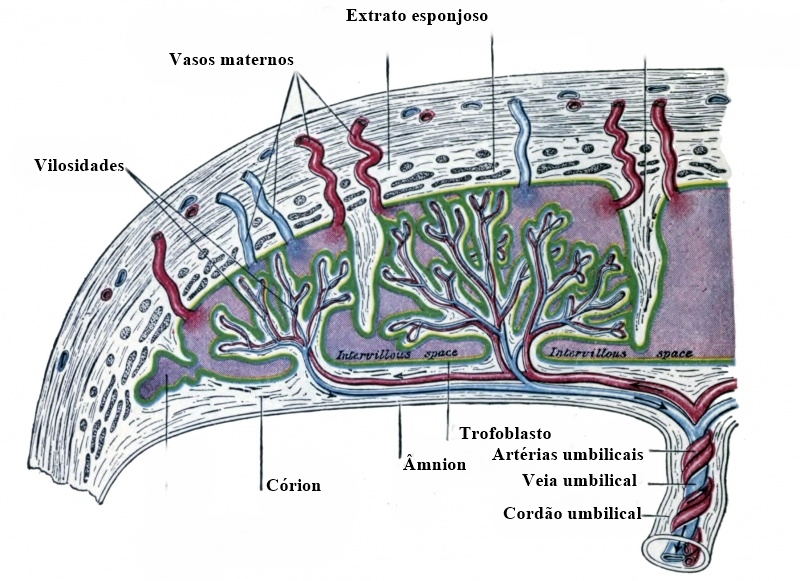
Esquema do sistema circulatório na placenta - Modificado de Hill, M.A. (2016) Embryology Gray0039.jpg

Com a implantação as células do tecido conjuntivo endometrial sofrem uma transformação - a reação decidual. Com a acumulação de glicogênio e lipídios em seu citoplasma, as células ficam intumescidas e são conhecidas como células deciduais. A principal função delas é fornecer ao ‘concepto humano’ um sítio imunologicamente privilegiado. No embrião de 12 dias, as lacunas sinciciotrofoblásticas adjacentes fundem-se para formar as redes lacunares que dão ao sinciciotrofoblasto um aspecto esponjoso. As redes lacunares, particularmente as situadas em torno do polo embrionário, são os primórdios dos espaços intervilosos da placenta. Os capilares endometriais em torno do embrião implantado tornam-se congestos e dilatados, forrando os sinusoides – vasos terminais de paredes delgadas e maiores que os capilares comuns. Os sinusoides são erodidos pelo sinciciotrofoblasto, e o sangue materno flui livremente para o interior das redes lacunares. O trofoblasto absorve o fluido nutritivo das redes lacunares, que é, então, transferido ao embrião. O crescimento do disco embrionário bilaminar é lento comparado com o crescimento do trofoblasto. O embrião implantado no 12º dia produz na superfície endometrial uma pequena elevação que se projeta para a luz uterina. Enquanto ocorrem mudanças no trofoblasto e no endométrio, o mesoderma extra embrionário cresce e surgem no seu interior espaços celômicos extra-embrionários isolados. Estes espaços fundem-se rapidamente e formam uma grande cavidade isolada, o celoma extra-embrionário essa cavidade preenchida por fluido envolve o âmnio e o saco vitelino, exceto onde eles estão aderidos ao córion pelo pedúnculo do embrião. Com a formação do celoma extra-embrionário, o saco vitelino primitivo diminui de tamanho e se forma um pequeno saco vitelino secundário. Esse saco vitelino menor é formado por células endodérmicas extraembrionárias que migram do hipoblasto para o interior do saco primitivo. O saco vitelino não tem vitelo, porém exerce importantes funções.
O fim da segunda semana é caracterizado pelo surgimento das vilosidades coriônicas primarias. A proliferação das células citotrofoblásticas produz extensões celulares que crescem para dentro do sinciciotrofoblasto. As projeções celulares formam as vilosidades coriônicas da placenta. A placenta cresce ao longo da gravidez. O desenvolvimento do fornecimento de sangue materno para a placenta é completo até ao fim do primeiro trimestre de gravidez (aproximadamente 12-13 semanas).

## Hormônios placentários
Os hormônios produzidos pela placenta são: a gonadotropina coriônica, lactogênio placentário (somatomamotropina coriônica), bem como os esteróides, estrogênios, progesterona e hormônios neuropeptídicos semelhantes aos encontrados no hipotálamo (hormônios hipotalâmicos).

## Patologias placentárias
- Acretismo placentário
- Placenta Prévia
- Descolamento prematuro da placenta

## Acretismo placentário
Acretismo placentário é a denominação que se dá à placenta que se adere anormalmente à decídua ou à parede uterina.
Placenta acreta: Denominação da placenta que penetra mais profundamente na decídua, atingindo o miométrio (músculo uterino) apenas superficialmente. A placenta "acreta" é aquela que atinge a camada basal da decídua. Quando alguma área da placenta está acreta, ela não descolará naturalmente, pois estará aderida anormalmente à decídua.
Placenta increta: Quando a placenta penetra mais profundamente no útero e atinge a camada muscular (miométrio) mais profundamente, é chamada de "increta".
Placenta percreta: Quando a placenta ultrapassa o miométrio e atinge a serosa (peritônio visceral).
Poderá haver persistência de restos ovulares depois do parto em casos de acretismo placentário. Nestes casos, estará indicada a curagem uterina, a curetagem ou mesmo a retirada do útero (histerectomia).

## Placenta prévia
Patologia obstétrica que ocorre quando há, na segunda metade da gestação, inserção total ou parcial da placenta na área do segmento inferior, isto é, entre o orifício interno do colo e o anel de Schröder, também chamado de Bandel, ou zona perigosa de Banes ou não estar à frente da apresentação fetal.